# Bürgerhaus Weserterrassen
Das Bürgerhaus Weserterrassen in Bremen-Östliche Vorstadt, Ortsteil Steintor, Osterdeich 70 b, ist als Kulturzentrum ein Bremer Bürgerhaus. Architektonisch bildet es zusammen mit dem östlich benachbarten Restaurant, dem früheren Ottilie-Hoffmann-Haus, ein Bauensemble von Bedeutung.

## Geschichte
Als Weser-Terrassen entstand bis 1934 das zwei- bis dreigeschossige Tanz- und Ausflugslokal im Stil des Bauhauses. Mit seinen kubischen Formen und horizontalen Fensterbändern setzte der Bremer Architekt Friedmar Rusche neben den markanten Rundbau des ebenfalls aus handgestrichenen Klinkern errichteten ehemaligen Ottilie-Hoffmann-Hauses von 1929 einen formal selbständigen, aber stilistisch verwandten Baukörper.
Nach dem Zweiten Weltkrieg war hier das US-amerikanische Offizierscasino, später angeblich ein Jazz-Club und eine Bowling-Bahn, auf 1965–1966 wird die Existenz des „Star-Clubs Bremen“ datiert, das Jahr 1965 auch für die Wiedereröffnung der Gaststätte unter dem Namen Troika genannt. 1974 wurde Bremen Eigentümer des Gebäudes. 1976 erfolgte die Gründung des gemeinnützigen Vereins Bürgerhaus Weserterrassen. Das Haus wurde saniert. Aktiv im Vorstand wirkten u. a. Roswitha Erlenwein (MdBB, CDU, Mitgründerin), Hans-Jürgen Feuß (MdBB, SPD), Gisela Howey (MdBB, SPD, Ehrenmitglied), Hans-Christoph Hoppensack (Staatsrat, SPD), Rolf Storm (MdBB, FDP).

## Bürgerhaus-Programme
Das Bürgerhaus von 1975 hatte jährlich 75.000 bis 100.000 Besucher.
Konzert-, Kurs- und Kulturprogramme fanden für alle Altersgruppen statt und regelmäßig die Ü-30-Party Jungbrunnen, das Bremer Klezmerfest, die Konzerte Jazz and more, das Bremer Frauenfrühstück mit Lesungen und Musik, die Kindertheaterstücke, der Flohmarkt für Kinderausstattung und der Karneval der Kids.
Es finden Kurse und Projekte für die Bereiche Bewegung, Tanz, Sprache, Selbstbehauptung, Theater und künstlerisches Gestalten sowie Ferienaktionen für Kinder statt.
Die Räume stehen bereit für Bildausstellungen, Initiativgruppen, Selbsthilfegruppen, politische Gruppen und demokratische Parteien.
Eine Senioren-Begegnungsstätte, unterstützt vom Senator für Soziales, enthält ein breites Kursprogramm und ein Veranstaltungs- und Ausflugsprogramm. Eine Senioren-Theatergruppe und ein Chor des Bürgerhauses begleiten die Begegnungsstätte.
Das Bürgerhaus vermietet seine Räumlichkeiten für private Feiern.
Für die Besucher ist das Café Überblick, das von der Bürgerhaus Weserterrassen GmbH betrieben wird, während der Öffnungszeiten durchgehend geöffnet. Eine Sommerterrasse für 250 Personen bietet einen Blick auf die Weser.